# التاريخ العسكري لسويسرا
يتكون التاريخ العسكري لسويسرا من قرون من الأعمال المسلحة، إضافةً إلى دور الجيش السويسري في النزاعات وحفظ السلام في جميع أنحاء العالم. شاركت سويسرا في عمليات عسكرية من خلال توظيف الدول الأجنبية، بما في ذلك الدولة البابوية، للمرتزقة السويسريين، على الرغم من حفاظ سويسرا على حيادها منذ استقلالها عن الإمبراطورية الرومانية المقدسة في عام 1499.

## الحربان العالميتان
ظلت سويسرا دولةً محايدةً خلال الحرب العالمية الأولى، ومع ذلك وضعت ألمانيا بعض الخطط لغزو سويسرا خلال الحرب العالمية الثانية، وأبرزها عملية شجرة الميلاد، على الرغم من أنها لم تُنفذ أبدًا. ومع ذلك، انتهكت الطائرات الألمانية وطائرات الحلفاء على حد سواء المجال الجوي السويسري مرارًا وتكرارًا.

### الحرب العالمية الأولى
أقنعت المناورة العسكرية الرئيسية للألمانوفيليّ المشهور أولريش ويل، رؤساء الدول الأوروبية الزائرة، ولا سيما القيصر فيلهلم الثاني، بكفاءة الدفاعات السويسرية. وتولى ويلي في وقت لاحق في قيادة التعبئة الكاملة الثانية في عام 1914، ما أدى إلى نجاة سويسرا من الغزو أثناء الحرب العالمية الأولى.

### فترة ما بين الحربين
أمر ويلي أيضًا بقمع الإضراب العام السويسري (لانديسشترايك) عام 1918 بالقوة العسكرية، فقُتل ثلاثة عمال، وتوفي عدد أكبر من الجنود بسبب الإنفلونزا الإسبانية أثناء التعبئة. واستُدعي الجيش لقمع مظاهرة مناهضة للفاشية في جنيف في عام 1932، وقتلت القوات 13 متظاهرا بالرصاص الحي، وأصابت 65 آخرين. أضر هذا الحادث بسمعة الجيش السويسري لفترة طويلة، ما أدى إلى دعوات مستمرة بين السياسيين اليساريين لحلّه. اختيرت القوات المنتشرة بعناية بين المناطق الريفية مثل بيرنر أوبرلاند، ما أدى إلى تأجيج العداء بين سكان الريف المحافظين والطبقة العاملة الحضرية في كل من أحداث 1918 و1932.

### الحرب العالمية الثانية
قاد هنري جويسان التعبئة الكاملة الثالثة للجيش خلال الحرب العالمية الثانية.
كانت الاستراتيجية العسكرية الرئيسية لسويسرا خلال الحرب العالمية الثانية إستراتيجية ردع، وكان هدفها أن توضح للرايخ الثالث أن تبعات الغزو ستكون وخيمة. وقُدمت تنازلات اقتصادية لألمانيا في الوقت نفسه على أمل أن يُنظر إلى التبعات الإجمالية للغزو الألماني على أنها أعلى من الفوائد المحتملة. على الرغم من ذلك، من الواضح أن هتلر كان يعتزم شن الغزو في نهاية المطاف وأن إنزال الحلفاء في نورماندي، وكذلك الصعوبات التي واجهتها أثناء عملية بارباروسا، لم تؤدي إلى أكثر من تأخير الغزو. كشف الجنرال جويسان في 25 يوليو 1940، فيما يسمى روتلي رابورت، وهو اجتماع لموظفي القوات المسلحة السويسرية في الموقع التأسيسي للاتحاد السويسري، أنه في حالة تنفيذ الهجوم سوف يدافع السويسريون عن جبال الألب المرتفعة فقط، بما في ذلك الطرق العابرة لجبال الألب وخطوط السكك الحديدية، بعد أن كانت سويسرا محاصرةً من قبل القوات الألمانية والإيطالية خلال عملية شجرة الميلاد. وكان من المخطط أن يجعل الجيش هذه الطرق غير مجدية لقوى المحور من خلال تدمير الجسور والأنفاق الرئيسية، كخطة أخيرة. تعني هذه الخطة أن الأراضي المنخفضة المأهولة بالسكان، بما في ذلك المراكز الاقتصادية للبلاد، سيتم التنازل عنها فعليًا للألمان والإيطاليين. نُقلت احتياطيات الذهب من البنك الوطني السويسري في زيورخ بعيدًا عن الحدود الألمانية، إلى ممر غوتهارد باس وبرن.
استُثمرت مليارات الفرنكات السويسرية في بناء التحصينات في الجبال، والتي ما يزال الجيش يستخدمها جزئيًا. كانت أهم مباني ريدويت هي تحصينات سارغانس وساينت موريس (فالايس) ومنطقة غوتهارد باس. جُهزت الكهوف آنذاك بالبنية التحتية اللازمة؛ إذ ضمت مهاجع ومطابخ ومستشفيات ميدانية وغرف للمرضى ومخابز، وإلى جانب المدافع ومدفعيات الهاوتزر. وووفرت الكهوف مساحة كافية لاستيعاب 100 إلى 600 جندي لفترة زمنية تصل إلى عدة أشهر. أُغلق عدد كبير من مباني ريدويت لاحقًا، نظرًا إلى هدوء التوترات بين الدول الغربية واتحاد الجمهوريات الاشتراكية السوفياتية، فضلًا عن قدم تجهيزات بعض المخابئ إلى حد ما بسبب ظهور أنظمة أسلحة أكثر حداثةُ. أعيد لاحقًا فتح بعضها كمتاحف يمكن زيارتها اليوم.